# U 173 (Kriegsmarine)
De U 173 is een type IXC U-boot van de Duitse Kriegsmarine tijdens de Tweede Wereldoorlog. Oberleutnant Hans-Adolf Schweigel voerde het bevel. Hij had in oktober 1942 de U 173 overgenomen van zijn voorganger, fregatkapitein Heinz-Ehler Beucke. 

## Geschiedenis
11 november 1942 : Luitenant-ter-zee Schweigel plaatste treffers op 3 schepen, waarvan er echter niet één zonk.

## Ondergang
Op 16 november 1942 werd de U 173 nabij Casablanca door dieptebommen van 4 Amerikaanse eenheden vernietigd, in positie 33° 40′ 0″ NB, 7° 35′ 0″ WL. De U 173 werd tot zinken gebracht door een Lockheed PV-1 vliegtuig, en 3 Amerikaanse torpedobootjagers USS Woolsey (DD-437), USS Swanson (DD-443) en USS Quick (DD-490). Alle 57 manschappen, waaronder ook hun commandant Hans-Adolf Schweigel kwamen om. 

## Commandanten
- 15 november 1941 - oktober 1942: Heinz-Ehler Beucke
- oktober 1942 - 16 november 1942: Oblt. Hans-Adolf Schweichel (+)